# Kyumbe Munguti
Kyumbe Munguti (* 28. Februar 1995) ist ein kenianischer Mittelstreckenläufer, der sich auf den 1500-Meter-Lauf spezialisiert hat. 2023 und 2024 wurde er Crosslauf-Weltmeister in der Mixed-Staffel.

## Sportliche Laufbahn
Erste Erfahrungen bei internationalen Meisterschaften sammelte Kyumbe Munguti bei den Crosslauf-Weltmeisterschaften 2023 in Bathurst, als sie in 23:14 min gemeinsam mit Emmanuel Wanyonyi, Mirriam Cherop und Brenda Chebet die Goldmedaille in der Mixed-Staffel gewann. Im Oktober gelangte er bei den Straßenlauf-Weltmeisterschaften in Riga nach 4:00,67 min auf Rang 13 über die Meile. Im Jahr darauf verteidigte er bei den Crosslauf-Weltmeisterschaften 2024 in Belgrad in 22:15 min gemeinsam mit Reynold Kipkorir Cheruiyot, Virginia Nyambura und Purity Chepkirui den Titel in der Mixed-Staffel.
2023 wurde Munguti kenianischer Meister im 1500-Meter-Lauf.

## Persönliche Bestzeiten
- 800 Meter: 1:46,96 min, 13. April 2019 in Iten
- 1500 Meter: 3:34,02 min, 17. Juni 2023 in Dessau-Roßlau
  - 3000 Meter (Halle): 7:44,93 min, 28. Januar 2024 in Val-de-Reuil